# 通靈大峽谷
23°01′21″N 106°39′05″E / 23.0226°N 106.6515°E

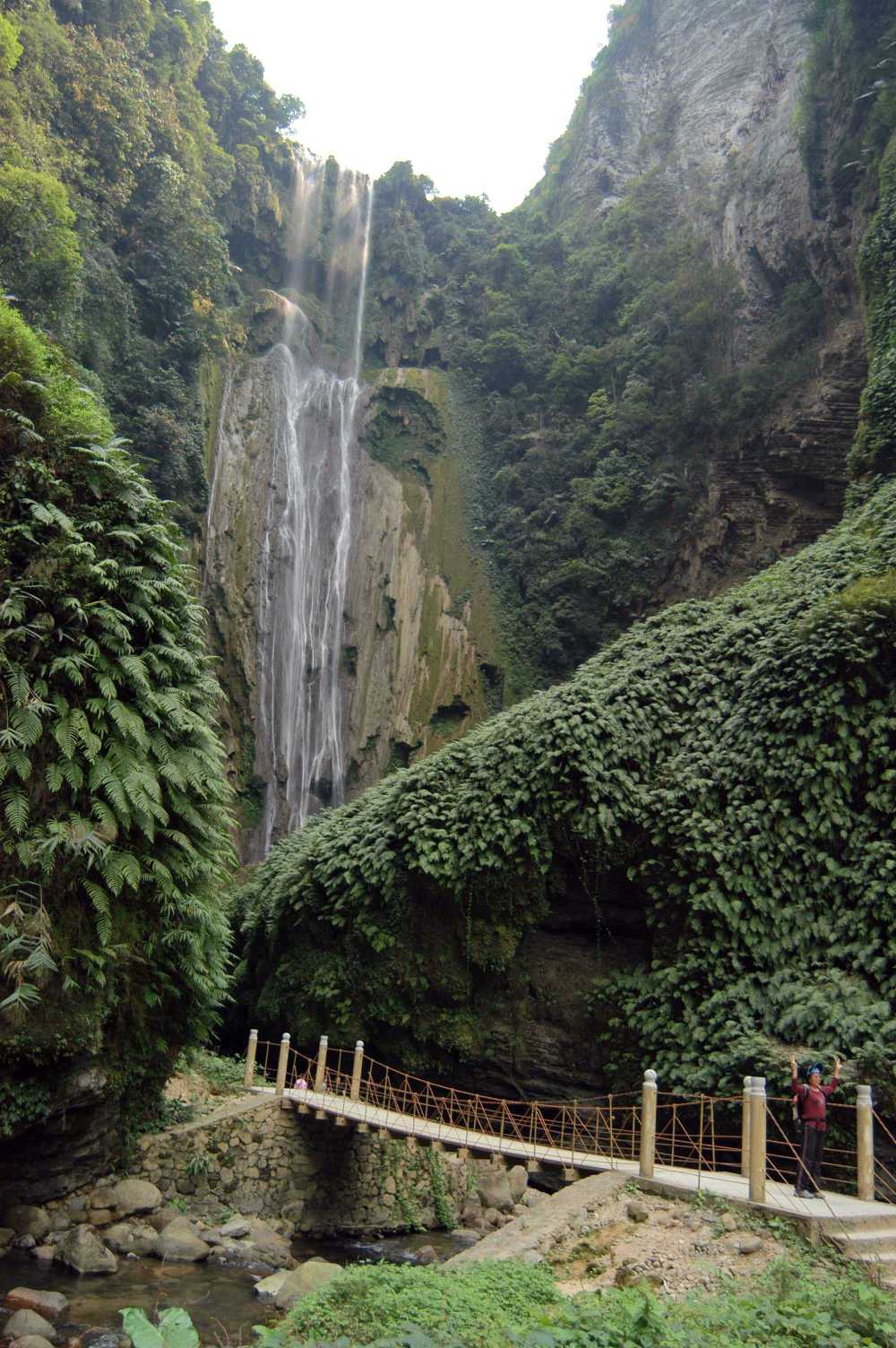
通靈大峽谷

通靈大峽谷位於广西壮族自治区百色市靖西市，距離德天瀑布一小時車程。峽谷深300米，寬200米，全長2800米，內有瀑布，落差188米，由地下河貫穿而成。